# Hedhammar
Hedhammar, hammarområde vid Övre Uggelfors (Uggelforsån) strax utanför Riddarhyttan i Skinnskattebergs kommun, Västmanland. Uggelfors finns omnämnt 1510, och 1538 upptas en hytta där. Senare tillkom även en hammare. Hedhammar anlades först omkring 1650, och Övre Uggelfors hammare nedlades några årtionden senare. På 1750-talet nedlades även Övre Uggelfors hytta. 1822 ödelades Hedhammar av en översvämning varefter hammaren flyttades nedströms. Den nya hammaren kunde tas i drift 1828 och var sedan igång till 1873 då den lades ned. År 1849 beskrivs Hedhammar som ett järnbruk med 3 härdar om 1336 3/10 skeppund stångjärnssmide.
Synliga lämningar finns kvar efter hammarsmedjan och andra byggnader. Den byggnad som fungerade som bostad för arbetarna vid smedjan finns ej längre kvar. Byggnaden, som uppfördes 1820, var timrad med faluröd liggande och stående panel, har brunnit ner till grunden. Till huset hörde också ett antal bodar och fähus, bland annat förrådsbyggnad i sten som tillhört smedjan.